# Gliptoteca (Monaco di Baviera)
La Gliptoteca di Monaco di Baviera è uno dei più famosi musei tedeschi.

## Architettura
L'edificio venne realizzato a partire dal 1815 dall'architetto tedesco Leo von Klenze sulla base di schizzi di Karl von Fischer. Si trova davanti a Königsplatz ed è un palazzo in stile neoclassico. Il promotore della costruzione dell'edificio fu il futuro re Ludovico I, che voleva dare una nuova sistemazione alla città ed alla nascente piazza. L'edificio venne realizzato in stile ionico. Il colonnato è affiancato dalle statue di divinità, artisti e mecenati dell'epoca classica.

## Collezione

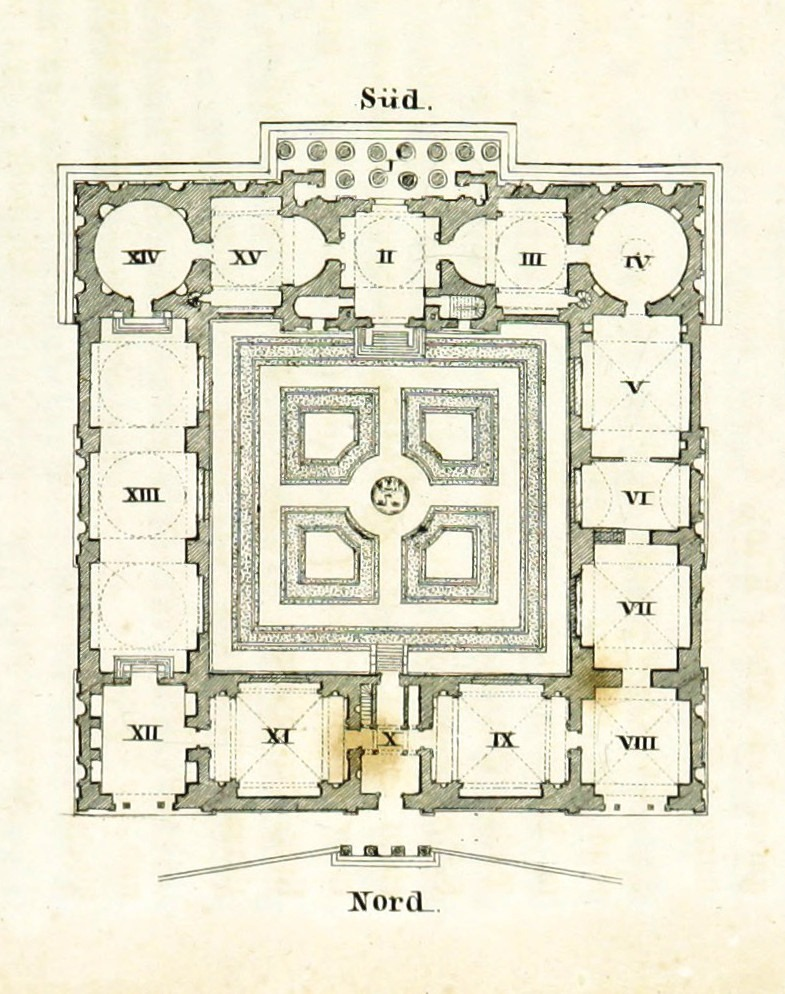
Pianta del museo

Ospita sculture, mosaici e rilievi dell'epoca classica, a partire dall'arte greca del periodo arcaico  (ca. 700 a.C.) per finire a quella tarda dell'Impero romano (ca. 400). Le opere sono ripartite in quattro sezioni storiche (tre greche ed una romana):
- Epoca arcaica (700 ca. - 510 a.C.)
- Epoca classica (510 ca. - 323 a.C.)
- Epoca ellenistica (323 - 30 a.C.)
- Epoca romana (753 a.C. - 476 d.C.)

I pezzi più importanti di questa collezione sono sicuramente le figure arcaiche provenienti dal tempio di Atena Afaia a Egina del 500 a.C. circa, il Fauno Barberini del 220 a.C. circa e l'Alessandro Rondanini del 338 a.C. circa. Di epoca tardo-repubblicana è una parte dell'Ara di Domizio Enobarbo.
Tra le altre opere si ricordano le seguenti:
- Frontoni di Egina, 505-480 a.C. circa
- Ritratto di Alessandro Magno, III secolo a.C.
- Vecchia ubriaca, II secolo a.C.
- Parti dell'Ara di Domizio Enobarbo, 113 a.C.